# Paul Evdokimov
Pour les articles homonymes, voir Evdokimov.
Paul Evdokimov, né le 2 août 1901 à Saint-Pétersbourg et mort le 16 septembre 1970 à Meudon, est un théologien.

## Biographie
Docteur ès lettres (1938), il a été professeur de théologie orthodoxe à l'Institut Saint-Serge à Paris et observateur invité au concile Vatican II.
Il est le père du théologien Michel Evdokimov.

## Écrits
- Dostoïevski et le problème du mal
- La Femme et le salut du monde
- L'Orthodoxie
- Gogol et Dostoïevski ou la Descente aux enfers, Réédition chez Corlevour[2], 2011. (Première édition : DDB)
- Le Sacrement de l'amour: Le mystère conjugal à la lumière de la Tradition orthodoxe
- Les Âges de la vie spirituelle, Des Pères du désert à nos jours
- La Connaissance de Dieu selon la Tradition orientale, L’enseignement patristique, liturgique et iconographique
- L'Esprit-Saint dans la Tradition orthodoxe
- La Prière de l’Église d’Orient : La Liturgie de saint Jean Chrysostome
- Le Christ dans la pensée russe
- L'Art de l'icône, théologie de la beauté
- L'Amour fou de Dieu
- La Nouveauté de l'Esprit
- Le Buisson ardent
- La Vie Spirituelle dans la ville